# Jerome David Salinger
Jerome David Salinger (New York, 1. siječnja 1919. – Cornish, New Hampshire, 27. siječnja 2010.), bio je američki romanopisac i pripovjedač.
Salinger je objavio jedan roman i nekoliko zbirki pripovjedaka između 1948. i 1959. godine. Od 1965. nije ništa više napisao i nije intervjuiran od 1980. Njegovo najpoznatije djelo je "Lovac u žitu" (Catcher in the Rye), a ovisno o prijevodu, knjiga se može naći i pod naslovom "Lovac u raži". U "Lovcu" je ispričana priča o mladom buntovniku imenom Holden Caulfield i njegovim zanimljivim doživljajima u New Yorku.
Citat iz “Lovca u žitu”, koji je savršen uvod u daljnju Salingerovu biografiju: 
"Što me doista zapanji, je knjiga koja te, pošto si svršio s čitanjem, navede da poželiš da ti je njen autor blizak prijatelj i da ga možeš nazvati kad god to poželiš. To se, doduše, ne događa često." (Holden Caulfield)
J. D. Salinger rođen je na Manhattanu (New York), gdje je i odrastao. Bio je sin uspješnog Židova, koji se bavio uvozom sira. Majka mu je bila škotsko-irskog podrijetla. U djetinjstvu su ga zvali Sonny. Nakon osnovnog školovanja, poslan je u Valley Forge Vojnu Akademiju, gdje je boravio od 1934. do 1936. godine. 1937. godine je proboravio 5 mjeseci u Europi. Od 1937. do 1938. godine studirao je na Ursinus College i Sveučilištu u New Yorku. Prva prava ljubav bila mu je Oona O'Neill, s kojom se redovito dopisivao i bio je nemalo iznenađen kad se ona udala za Charlesa Chaplina, koji je bio mnogo stariji od nje.
Tijekom Drugog svjetskog rata sudjelovao je u raznim bitkama, čak i u invaziji na Normandiju. Njegovi suborci opisali su ga kao hrabrog i istinskog heroja. Tijekom prvih mjeseci u Europi uspjevao se baviti pisanjem, a u Parizu je čak i upoznao Ernesta Hemingwaya. 
1945. godine oženio se francuskom liječnicom Sylviom, no rastali su se, pa se 1955. godine ponovno oženio - ovog puta je odabranica njegova srca bila Claire Douglas. I taj brak je završio razvodom 1967. godine, kad se Salinger posve povukao u svoj vlastiti svijet.
Salinger je često patio od stresa, i s godinama se sve više povlačio u sebe. O svom najpoznatijem liku, Holdenu, često je govorio kao o prijatelju. 
S vremena na vrijeme su se javljale glasine da će Salinger objaviti još koji roman, no to se nikad nije dogodilo.
Najpoznatija djela su mu: Lovac u žitu (Catcher in the Rye), Visoko podignite krovnu gredu, tesari (Raise high the roof beam, carpenters), Seymour - uvod (Seymour - introduction), Franny i Zooey (Franny and Zooey).